# Melanagromyza gressitti
Melanagromyza gressitti este o specie de muște din genul Melanagromyza, familia Agromyzidae, descrisă de Mitsuhiro Sasakawa în anul 1963.
Este endemică în Thailand. Conform Catalogue of Life specia Melanagromyza gressitti nu are subspecii cunoscute.